# Campionato asiatico per club 2017 (maschile)
Il campionato asiatico per club 2017 si è svolto dal 28 giugno al 6 luglio 2017 a Nam Dinh e Ninh Bình, in Vietnam: al torneo hanno partecipato tredici squadre di club asiatiche e oceaniane e la vittoria finale è andata per la seconda volta consecutiva al Sarmayeh Bank.

## Regolamento

### Formula
Le squadre hanno disputato una prima fase a gironi con formula del girone all'italiana; al termine della prima fase le prime due classificate del girone A e C hanno acceduto al girone E e le prime due classificate del girone B e D hanno acceduto al girone F, mentre l'ultima classificata del girone A e le ultime due classificate del girone C hanno acceduto al girone G e le ultime due classificate del D hanno acceduto al girone H. Le squadre hanno disputato una seconda fase a gironi con formula del girone all'italiana, conservando i risultati degli scontri diretti:
- Le partecipanti al girone E e F hanno acceduto alla fase finale per il primo posto, strutturata in quarti di finale, semifinali, finale per il terzo posto e finale.
- Le quattro eliminate ai quarti di finale della fase finale per il primo posto hanno acceduto alla fase finale per il quinto posto, strutturata in semifinali, finale per il settimo posto e finale per il quinto posto.
- Le prime due classificate del girone G e H hanno acceduto alla fase finale per il nono posto, strutturata in semifinali, finale per l'undicesimo posto e finale per il nono posto.

### Criteri di classifica
Se il risultato finale è stato di 3-0 o 3-1 sono stati assegnati 3 punti alla squadra vincente e 0 a quella sconfitta, se il risultato finale è stato di 3-2 sono stati assegnati 2 punti alla squadra vincente e 1 a quella sconfitta.
L'ordine del posizionamento in classifica è stato definito in base a:
- Numero di partite vinte;
- Punti;
- Ratio dei set vinti/persi;
- Ratio dei punti realizzati/subiti;
- Risultati degli scontri diretti.

## Squadre partecipanti
| - Canberra Heat - Beijing - Toyoda Trefuerza - Yan Chai - Sarmayeh Bank - Al-Bahri - Altay | - Maldive - Al-Arabi - Sri Lanka - Taichung Bank - Air Force - Vietnam |

## Torneo

### Prima fase
| Girone A  | Girone B      | Girone C      | Girone D         |
| --------- | ------------- | ------------- | ---------------- |
| Al-Bahri  | Sarmayeh Bank | Canberra Heat | Beijing          |
| Sri Lanka | Taichung Bank | Yan Chai      | Toyoda Trefuerza |
| Vietnam   | -             | Altay         | Maldive          |
| -         | -             | Al-Arabi      | Air Force        |

#### Girone A

##### Risultati
| 28 giugno 2017 Ninh Bình Gymnasium, Ninh Bình Durata: 1h:52 - Spettatori: 1 500 | Vietnam   | 3 - 1 | Al-Bahri  | 22-25, 25-20, 25-21, 25-23 |
| 29 giugno 2017 Ninh Bình Gymnasium, Ninh Bình Durata: 1h:30 - Spettatori: 249   | Al-Bahri  | 3 - 0 | Sri Lanka | 25-21, 25-21, 25-23        |
| 30 giugno 2017 Ninh Bình Gymnasium, Ninh Bình Durata: 1h:52 - Spettatori: 1 600 | Sri Lanka | 1 - 3 | Vietnam   | 19-25, 25-17, 24-26, 20-25 |

##### Classifica
| Pos | Squadra   | Pt | G | V | P | SV | SP | Ratio | PF  | PS  | Ratio |
| --- | --------- | -- | - | - | - | -- | -- | ----- | --- | --- | ----- |
| 1   | Vietnam   | 6  | 2 | 2 | 0 | 6  | 2  | 3.000 | 190 | 177 | 1.073 |
| 2   | Al-Bahri  | 3  | 2 | 1 | 1 | 4  | 3  | 1.333 | 164 | 162 | 1.012 |
| 3   | Sri Lanka | 0  | 2 | 0 | 2 | 1  | 6  | 0.167 | 153 | 168 | 0.911 |

#### Girone B

##### Risultati
| 29 giugno 2017 Nam Dinh Gymnasium, Nam Dinh Durata: 1h:22 - Spettatori: 200 | Sarmayeh Bank | 3 - 0 | Taichung Bank | 25-19, 25-20, 25-21 |

##### Classifica
| Pos | Squadra       | Pt | G | V | P | SV | SP | Ratio | PF | PS | Ratio |
| --- | ------------- | -- | - | - | - | -- | -- | ----- | -- | -- | ----- |
| 1   | Sarmayeh Bank | 3  | 1 | 1 | 1 | 3  | 0  | MAX   | 75 | 60 | 1.250 |
| 2   | Taichung Bank | 0  | 1 | 0 | 0 | 0  | 3  | 0.000 | 60 | 75 | 0.800 |

#### Girone C

##### Risultati
| 28 giugno 2017 Nam Dinh Gymnasium, Nam Dinh Durata: 1h:12 - Spettatori: 100   | Altay         | 3 - 0 | Yan Chai      | 25-15, 25-21, 25-20               |
| 28 giugno 2017 Ninh Bình Gymnasium, Ninh Bình Durata: 1h:14 - Spettatori: 500 | Al-Arabi      | 3 - 0 | Canberra Heat | 25-15, 25-18, 25-21               |
| 29 giugno 2017 Nam Dinh Gymnasium, Nam Dinh Durata: 1h:11 - Spettatori: 200   | Canberra Heat | 0 - 3 | Altay         | 8-25, 18-25, 16-25                |
| 29 giugno 2017 Ninh Bình Gymnasium, Ninh Bình Durata: 1h:13 - Spettatori: 300 | Al-Arabi      | 3 - 0 | Yan Chai      | 25-14, 25-15, 25-19               |
| 30 giugno 2017 Ninh Bình Gymnasium, Ninh Bình Durata: 1h:36 - Spettatori: 500 | Al-Arabi      | 0 - 3 | Altay         | 25-27, 24-26, 22-25               |
| 30 giugno 2017 Nam Dinh Gymnasium, Nam Dinh Durata: 1h:53 - Spettatori: 200   | Yan Chai      | 3 - 2 | Canberra Heat | 25-18, 10-25, 18-25, 29-27, 15-10 |

##### Classifica
| Pos | Squadra       | Pt | G | V | P | SV | SP | Ratio | PF  | PS  | Ratio |
| --- | ------------- | -- | - | - | - | -- | -- | ----- | --- | --- | ----- |
| 1   | Altay         | 9  | 3 | 3 | 0 | 9  | 0  | MAX   | 228 | 169 | 1.349 |
| 2   | Al-Arabi      | 6  | 3 | 2 | 1 | 6  | 3  | 2.000 | 221 | 180 | 1.228 |
| 3   | Yan Chai      | 2  | 3 | 1 | 2 | 3  | 8  | 0.375 | 201 | 255 | 0.788 |
| 4   | Canberra Heat | 1  | 3 | 0 | 3 | 2  | 9  | 0.222 | 201 | 247 | 0.814 |

#### Girone D

##### Risultati
| 28 giugno 2017 Ninh Bình Gymnasium, Ninh Bình Durata: 1h:23 - Spettatori: 500 | Toyoda Trefuerza | 3 - 0 | Air Force | 25-17, 27-25, 25-20               |
| 28 giugno 2017 Nam Dinh Gymnasium, Nam Dinh Durata: 1h:04 - Spettatori: 150   | Beijing          | 3 - 0 | Maldive   | 25-11, 25-9, 25-23                |
| 29 giugno 2017 Ninh Bình Gymnasium, Ninh Bình Durata: 2h:16 - Spettatori: 550 | Air Force        | 2 - 3 | Beijing   | 18-25, 21-25, 25-23, 25-16, 12-15 |
| 29 giugno 2017 Nam Dinh Gymnasium, Nam Dinh Durata: 0h:54 - Spettatori: 200   | Toyoda Trefuerza | 3 - 0 | Maldive   | 25-14, 25-8, 25-14                |
| 30 giugno 2017 Ninh Bình Gymnasium, Ninh Bình Durata: 1h:01 - Spettatori: 400 | Maldive          | 0 - 3 | Air Force | 15-25, 9-25, 21-25                |
| 30 giugno 2017 Nam Dinh Gymnasium, Nam Dinh Durata: 1h:18 - Spettatori: 200   | Toyoda Trefuerza | 3 - 0 | Beijing   | 25-19, 25-15, 25-19               |

##### Classifica
| Pos | Squadra          | Pt | G | V | P | SV | SP | Ratio | PF  | PS  | Ratio |
| --- | ---------------- | -- | - | - | - | -- | -- | ----- | --- | --- | ----- |
| 1   | Toyoda Trefuerza | 9  | 3 | 3 | 0 | 9  | 0  | MAX   | 227 | 251 | 1.503 |
| 2   | Beijing          | 5  | 3 | 2 | 1 | 6  | 5  | 1.200 | 232 | 219 | 1.059 |
| 3   | Air Force        | 4  | 3 | 1 | 2 | 5  | 6  | 0.833 | 238 | 226 | 1.053 |
| 4   | Maldive          | 0  | 3 | 0 | 3 | 0  | 9  | 0.000 | 124 | 225 | 0.551 |

### Seconda fase
| Girone E | Girone F                | Girone G      | Girone H  |
| -------- | ----------------------- | ------------- | --------- |
| Al-Bahri | Template:Volley Baijing | Canberra Heat | Maldive   |
| Altay    | Toyoda Trefuerza        | Yan Chai      | Air Force |
| Al-Arabi | Sarmayeh Bank           | Sri Lanka     | -         |
| Vietnam  | Taichung Bank           | -             | -         |

#### Girone E

##### Risultati
| 2 luglio 2017 Ninh Bình Gymnasium, Ninh Bình Durata: 1h:17 - Spettatori: 1 500 | Vietnam  | 0 - 3 | Al-Arabi | 15-25, 22-25, 22-25        |
| 2 luglio 2017 Ninh Bình Gymnasium, Ninh Bình Durata: 1h:50 - Spettatori: 376   | Altay    | 3 - 1 | Al-Bahri | 21-25, 25-8, 25-19, 25-22  |
| 3 luglio 2017 Ninh Bình Gymnasium, Ninh Bình Durata: 1h:17 - Spettatori: 196   | Al-Bahri | 0 - 3 | Al-Arabi | 22-25, 15-25, 19-25        |
| 3 luglio 2017 Nam Dinh Gymnasium, Nam Dinh Durata: 1h:50 - Spettatori: 1 500   | Vietnam  | 1 - 3 | Altay    | 21-25, 22-25, 25-22, 21-25 |

##### Classifica
| Pos | Squadra  | Pt | G | V | P | SV | SP | Ratio | PF  | PS  | Ratio |
| --- | -------- | -- | - | - | - | -- | -- | ----- | --- | --- | ----- |
| 1   | Altay    | 9  | 3 | 3 | 0 | 9  | 2  | 4.500 | 271 | 234 | 1.158 |
| 2   | Al-Arabi | 6  | 3 | 2 | 1 | 6  | 3  | 2.000 | 221 | 193 | 1.145 |
| 3   | Vietnam  | 3  | 3 | 1 | 2 | 4  | 7  | 0.571 | 245 | 261 | 0.939 |
| 4   | Al-Bahri | 0  | 3 | 0 | 3 | 2  | 9  | 0.222 | 219 | 268 | 0.817 |

#### Girone F

##### Risultati
| 2 luglio 2017 Nam Dinh Gymnasium, Nam Dinh Durata: 1h:44 - Spettatori: 500   | Toyoda Trefuerza | 3 - 1 | Taichung Bank           | 25-27, 25-19, 25-13, 25-17 |
| 2 luglio 2017 Ninh Bình Gymnasium, Ninh Bình Durata: 1h:42 - Spettatori: 400 | Sarmayeh Bank    | 3 - 1 | Template:Volley Baijing | 25-14, 19-25, 25-18, 25-15 |
| 3 luglio 2017 Ninh Bình Gymnasium, Ninh Bình Durata: 2h:02 - Spettatori: 350 | Taichung Bank    | 3 - 1 | Template:Volley Baijing | 26-28, 26-24, 25-21, 27-25 |
| 3 luglio 2017 Ninh Bình Gymnasium, Ninh Bình Durata: 1h:19 - Spettatori: 350 | Sarmayeh Bank    | 3 - 0 | Toyoda Trefuerza        | 25-14, 25-22, 25-22        |

##### Classifica
| Pos | Squadra                 | Pt | G | V | P | SV | SP | Ratio | PF  | PS  | Ratio |
| --- | ----------------------- | -- | - | - | - | -- | -- | ----- | --- | --- | ----- |
| 1   | Sarmayeh Bank           | 9  | 3 | 3 | 0 | 9  | 1  | 9.000 | 244 | 190 | 1.284 |
| 2   | Toyoda Trefuerza        | 6  | 3 | 2 | 1 | 6  | 4  | 1.500 | 233 | 204 | 1.142 |
| 3   | Taichung Bank           | 3  | 3 | 1 | 2 | 4  | 7  | 0.571 | 240 | 273 | 0.879 |
| 4   | Template:Volley Baijing | 0  | 3 | 0 | 3 | 2  | 9  | 0.222 | 223 | 273 | 0.817 |

#### Girone G

##### Risultati
| 2 luglio 2017 Nam Dinh Gymnasium, Nam Dinh Durata: 1h:30 - Spettatori: 0   | Sri Lanka | 3 - 1 | Canberra Heat | 19-25, 25-12, 20-25, 18-25 |
| 3 luglio 2017 Nam Dinh Gymnasium, Nam Dinh Durata: 1h:40 - Spettatori: 100 | Sri Lanka | 3 - 1 | Yan Chai      | 25-20, 25-17, 25-27, 25-19 |

##### Classifica
| Pos | Squadra       | Pt | G | V | P | SV | SP | Ratio | PF  | PS  | Ratio |
| --- | ------------- | -- | - | - | - | -- | -- | ----- | --- | --- | ----- |
| 1   | Canberra Heat | 4  | 2 | 1 | 1 | 5  | 4  | 1.250 | 192 | 179 | 1.073 |
| 2   | Sri Lanka     | 3  | 2 | 1 | 1 | 4  | 4  | 1.000 | 182 | 170 | 1.071 |
| 3   | Yan Chai      | 2  | 2 | 1 | 1 | 4  | 5  | 0.800 | 180 | 205 | 0.878 |

#### Girone H

##### Classifica
| Pos | Squadra   | Pt | G | V | P | SV | SP | Ratio | PF | PS | Ratio |
| --- | --------- | -- | - | - | - | -- | -- | ----- | -- | -- | ----- |
| 1   | Air Force | 3  | 1 | 1 | 0 | 3  | 0  | MAX   | 75 | 45 | 1.667 |
| 2   | Maldive   | 0  | 1 | 0 | 1 | 0  | 3  | 0.000 | 45 | 75 | 0.600 |

### Fase finale

#### Finali 1º e 3º posto
|  | Quarti           | Quarti           |                  |          | Semifinali         | Semifinali         |  |  | Finale 1º/2º posto | Finale 1º/2º posto |
|  |                  |                  |                  |          |                    |                    |  |  |                    |                    |
|  |                  |                  |                  |          |                    |                    |  |  |                    |                    |
|  |                  |                  |                  |          |                    |                    |  |  |                    |                    |
|  | Altay            | 3                |                  |          |                    |                    |  |  |                    |                    |
|  | Altay            | 3                |                  |          |                    |                    |  |  |                    |                    |
|  | Beijing          | 0                |                  |          |                    |                    |  |  |                    |                    |
|  | Beijing          | 0                | Altay            | 0        |                    |                    |  |  |                    |                    |
|  |                  |                  | Altay            | 0        |                    |                    |  |  |                    |                    |
|  |                  | Toyoda Trefuerza | 3                |          |                    |                    |  |  |                    |                    |
|  | Toyoda Trefuerza | Toyoda Trefuerza | 3                | 3        |                    |                    |  |  |                    |                    |
|  | Toyoda Trefuerza |                  |                  | 3        |                    |                    |  |  |                    |                    |
|  | Vietnam          | 0                |                  |          |                    |                    |  |  |                    |                    |
|  | Vietnam          | 0                | Toyoda Trefuerza | 0        |                    |                    |  |  |                    |                    |
|  |                  |                  | Toyoda Trefuerza | 0        |                    |                    |  |  |                    |                    |
|  |                  | Sarmayeh Bank    | 3                |          |                    |                    |  |  |                    |                    |
|  | Sarmayeh Bank    | Sarmayeh Bank    | 3                | 3        |                    |                    |  |  |                    |                    |
|  | Sarmayeh Bank    |                  |                  | 3        |                    |                    |  |  |                    |                    |
|  | Al-Bahri         | 1                |                  |          |                    |                    |  |  |                    |                    |
|  | Al-Bahri         | 1                | Sarmayeh Bank    | 3        | Finale 3º/4º posto | Finale 3º/4º posto |  |  |                    |                    |
|  |                  |                  | Sarmayeh Bank    | 3        | Finale 3º/4º posto | Finale 3º/4º posto |  |  |                    |                    |
|  |                  | Al-Arabi         | 0                |          |                    |                    |  |  |                    |                    |
|  | Al-Arabi         | Al-Arabi         | 0                | 3        | Altay              | 1                  |  |  |                    |                    |
|  | Al-Arabi         |                  |                  | 3        | Altay              | 1                  |  |  |                    |                    |
|  | Taichung Bank    | 0                |                  | Al-Arabi | 3                  |                    |  |  |                    |                    |
|  | Taichung Bank    | 0                |                  |          | 3                  |                    |  |  |                    |                    |
|  |                  |                  |                  |          |                    |                    |  |  |                    |                    |
|  |                  |                  |                  |          |                    |                    |  |  |                    |                    |

##### Quarti di finale
| 4 luglio 2017 Ninh Bình Gymnasium, Ninh Bình Durata: 1h:33 - Spettatori: 300   | Altay            | 3 - 0 | Beijing       | 25-19, 25-22, 25-14        |
| 4 luglio 2017 Ninh Bình Gymnasium, Ninh Bình Durata: 1h:31 - Spettatori: 137   | Sarmayeh Bank    | 3 - 1 | Al-Bahri      | 25-12, 25-13, 23-25, 25-16 |
| 4 luglio 2017 Ninh Bình Gymnasium, Ninh Bình Durata: 1h:16 - Spettatori: 500   | Al-Arabi         | 3 - 0 | Taichung Bank | 25-19, 25-22, 25-16        |
| 4 luglio 2017 Ninh Bình Gymnasium, Ninh Bình Durata: 1h:21 - Spettatori: 1 500 | Toyoda Trefuerza | 3 - 0 | Vietnam       | 25-19, 25-20, 25-21        |

##### Semifinali
| 5 luglio 2017 Ninh Bình Gymnasium, Ninh Bình Durata: 1h:23 - Spettatori: 400 | Altay         | 0 - 3 | Toyoda Trefuerza | 16-25, 22-25, 22-25 |
| 5 luglio 2017 Ninh Bình Gymnasium, Ninh Bình Durata: 1h:23 - Spettatori: 500 | Sarmayeh Bank | 3 - 0 | Al-Arabi         | 25-23, 25-17, 25-19 |

##### Finale 3º posto
| 6 luglio 2017 Ninh Bình Gymnasium, Ninh Bình Durata: 1h:43 - Spettatori: 600 | Altay | 1 - 3 | Al-Arabi | 25-22, 13-25, 20-25, 19-25 |

##### Finale
| 6 luglio 2017 Ninh Bình Gymnasium, Ninh Bình Durata: 1h:38 - Spettatori: 3 400 | Toyoda Trefuerza | 0 - 3 | Sarmayeh Bank | 37-39, 14-25, 23-25 |

#### Finali 5º e 7º posto
|  | Semifinali    | Semifinali    | Semifinali |         |          | Finale 5º/6º posto | Finale 5º/6º posto | Finale 5º/6º posto |  |
|  |               |               |            |         |          |                    |                    |                    |  |
|  | Al-Bahri      | Al-Bahri      | 3          |         |          |                    |                    |                    |  |
|  | Al-Bahri      | Al-Bahri      | 3          |         |          |                    |                    |                    |  |
|  | Taichung Bank | Taichung Bank | 2          |         |          |                    |                    |                    |  |
|  | Taichung Bank | Taichung Bank | 2          |         | Al-Bahri | Al-Bahri           | 3                  |                    |  |
|  |               |               |            |         | Al-Bahri | Al-Bahri           | 3                  |                    |  |
|  |               |               | Beijing    | Beijing | 1        |                    |                    |                    |  |
|  | Beijing       | Beijing       | Beijing    | Beijing | 1        | 3                  |                    |                    |  |
|  | Beijing       | Beijing       |            |         |          | 3                  |                    |                    |  |
|  | Vietnam       | Vietnam       | 0          |         |          | Finale 7º/8º posto | Finale 7º/8º posto | Finale 7º/8º posto |  |
|  | Vietnam       | Vietnam       | 0          |         |          |                    |                    |                    |  |
|  |               |               |            |         |          |                    |                    |                    |  |
|  |               |               |            |         |          | Taichung Bank      | Taichung Bank      | 3                  |  |
|  |               |               |            |         |          | Taichung Bank      | Taichung Bank      | 3                  |  |
|  |               |               |            |         |          | Vietnam            | Vietnam            | 1                  |  |

##### Semifinali
| 5 luglio 2017 Nam Dinh Gymnasium, Nam Dinh Durata: 2h:14 - Spettatori: 100 | Al-Bahri | 3 - 2 | Taichung Bank | 20-25, 25-23, 23-25, 25-19, 15-13 |
| 5 luglio 2017 Nam Dinh Gymnasium, Nam Dinh Durata: 1h:28 - Spettatori: 300 | Beijing  | 3 - 0 | Vietnam       | 26-24, 25-19, 25-19               |

##### Finale 7º posto
| 6 luglio 2017 Nam Dinh Gymnasium, Nam Dinh Durata: 1h:40 - Spettatori: 400 | Taichung Bank | 3 - 1 | Vietnam | 21-25, 25-20, 25-22, 25-17 |

##### Finale 5º posto
| 6 luglio 2017 Nam Dinh Gymnasium, Nam Dinh Durata: 1h:42 - Spettatori: 100 | Al-Bahri | 3 - 1 | Beijing | 25-14, 25-14, 19-25, 25-22 |

#### Finali 9º e 11º posto
|  | Semifinali    | Semifinali    | Semifinali |           |               | Finale 9º/10º posto  | Finale 9º/10º posto  | Finale 9º/10º posto  |  |
|  |               |               |            |           |               |                      |                      |                      |  |
|  | Canberra Heat | Canberra Heat | 3          |           |               |                      |                      |                      |  |
|  | Canberra Heat | Canberra Heat | 3          |           |               |                      |                      |                      |  |
|  | Maldive       | Maldive       | 2          |           |               |                      |                      |                      |  |
|  | Maldive       | Maldive       | 2          |           | Canberra Heat | Canberra Heat        | 0                    |                      |  |
|  |               |               |            |           | Canberra Heat | Canberra Heat        | 0                    |                      |  |
|  |               |               | Air Force  | Air Force | 3             |                      |                      |                      |  |
|  | Air Force     | Air Force     | Air Force  | Air Force | 3             | 3                    |                      |                      |  |
|  | Air Force     | Air Force     |            |           |               | 3                    |                      |                      |  |
|  | Sri Lanka     | Sri Lanka     | 0          |           |               | Finale 11º/12º posto | Finale 11º/12º posto | Finale 11º/12º posto |  |
|  | Sri Lanka     | Sri Lanka     | 0          |           |               |                      |                      |                      |  |
|  |               |               |            |           |               |                      |                      |                      |  |
|  |               |               |            |           |               | Maldive              | Maldive              | 1                    |  |
|  |               |               |            |           |               | Maldive              | Maldive              | 1                    |  |
|  |               |               |            |           |               | Sri Lanka            | Sri Lanka            | 3                    |  |

##### Semifinali
| 4 luglio 2017 Nam Dinh Gymnasium, Nam Dinh Durata: 1h:49 - Spettatori: 100 | Canberra Heat | 3 - 2 | Maldive   | 26-24, 22-25, 25-17, 21-25, 15-12 |
| 4 luglio 2017 Nam Dinh Gymnasium, Nam Dinh Durata: 1h:24 - Spettatori: 350 | Air Force     | 3 - 0 | Sri Lanka | 25-17, 25-23, 27-25               |

##### Finale 11º posto
| 5 luglio 2017 Nam Dinh Gymnasium, Nam Dinh Durata: 1h:44 - Spettatori: 128 | Maldive | 1 - 3 | Sri Lanka | 25-20, 22-25, 18-25, 18-25 |

##### Finale 9º posto
| 5 luglio 2017 Nam Dinh Gymnasium, Nam Dinh Durata: 1h:10 - Spettatori: 119 | Canberra Heat | 0 - 3 | Air Force | 20-25, 15-25, 21-25 |

## Classifica finale
| Pos | Squadre          | Qualificazione                    |
| --- | ---------------- | --------------------------------- |
|     | Sarmayeh Bank    | Campionato mondiale per club 2018 |
|     | Toyoda Trefuerza |                                   |
|     | Al-Arabi         |                                   |
| 4   | Altay            |                                   |
| 5   | Al-Bahri         |                                   |
| 6   | Beijing          |                                   |
| 7   | Taichung Bank    |                                   |
| 8   | Vietnam          |                                   |
| 9   | Air Force        |                                   |
| 10  | Canberra Heat    |                                   |
| 11  | Sri Lanka        |                                   |
| 12  | Maldive          |                                   |
| 13  | Yan Chai         |                                   |

## Premi individuali
| Premio                | Nome             | Squadra          |
| --------------------- | ---------------- | ---------------- |
| MVP                   | Shahram Mahmoudi | Sarmayeh Bank    |
| Miglior palleggiatore | Łukasz Żygadło   | Sarmayeh Bank    |
| Miglior opposto       | György Grozer    | Al-Arabi         |
| Miglior schiacciatore | Shūzō Yamada     | Toyoda Trefuerza |
| Miglior schiacciatore | Milad Ebadipour  | Sarmayeh Bank    |
| Miglior centrale      | Mohammad Mousavi | Sarmayeh Bank    |
| Miglior centrale      | Damir Akimov     | Altay            |
| Miglior libero        | Koichiro Koga    | Toyoda Trefuerza |